# Костёл Воздвижения Святого Креста (Минск)
Костёл Воздвижения Святого Креста (бел. Касцёл Узвышэння Святога Крыжа) — католический храм Минска, расположенный на Кальварийском кладбище, благодаря чему известен также, как «кальварийский костёл»
Административно относится к кальварийскому деканату Минско-Могилёвской архиепархии. Памятник архитектуры в неоготическом стиле, включён в Государственный список историко-культурных ценностей Республики Беларусь.

## История
Первый католический храм на месте современной церкви был построен в середине XVIII века, когда Кальварийское кладбище находилось далеко за городской чертой Минска. Здание представляло собой «деревянный, на фундаменте» храм с двумя высокими трёхъярусными башнями. На кладбище монахи кармелитского ордена, чей монастырь находился в Минске, организовали «кальварию», то есть часовни в местах стояний богослужения Крестного пути.
В 1798 году после образования Минской епархии, Кальварийский костёл перешел к минским францисканцам, а кладбище стало общегородским католическим кладбищем.
В 1836 году обветшавшее деревянное здание было разобрано, а на его месте в 1839—1841 годах шло возведение каменного храма в неоготическом стиле. В 1842 году храм был освящён.
В 1930-е гг. Воздвиженский храм остался единственным действующим в Минске, но даже в нём не было настоятеля. Однако перед началом Великой Отечественной войны был закрыт и он. Богослужения возобновились во время фашистской оккупации Минска, но сразу после окончания войны здание было приспособлено под мастерские. В 1980 году церковь была возвращена верующим и стала первым в послевоенное время действующим католическим храмом в городе, тогда же она была отреставрирована.

## Архитектура
Костёл Воздвижения Святого Креста — однонефный, с прямоугольной апсидой, перекрыт цилиндрическим сводом с распалубкой. Две небольшие часовни, пристроенные к боковым фасадам образуют подобие трансепта. Главный вход имеет вид стрельчатого портала, над ним находится башня-колокольня.
В крипте храма похоронены художник Ян Дамель и епископ Матеуш Липский.